# Marvel Studios
Marvel Studios (originalmente conhecida como Marvel Films entre 1993-1996) é um estúdio de cinema norte-americano parte do conglomerado The Walt Disney Company. Marvel Studios trabalha em conjunto com a Walt Disney Studios para distribuição e marketing. Tem o produtor de cinema Kevin Feige como presidente. Anteriormente, o estúdio era uma subsidiária da Marvel Entertainment até que a Disney reorganizou as empresas em agosto de 2015. Foi anteriormente chefiado por Avi Arad, que renunciou sua liderança no estúdio.
Dedicado à produção de filmes baseados em personagens da Marvel Comics, o estúdio criou a franquia de mídia Universo Cinematográfico Marvel. Desde 2012, os filmes da Marvel Studios são distribuídos pela Walt Disney Studios Motion Pictures, tendo sido anteriormente distribuídos pela Paramount Pictures de 2008 a 2011. A Universal Pictures distribuiu The Incredible Hulk (2008) e tem o direito de preferência para distribuir qualquer futuro filme do Hulk produzido pela Marvel Studios, enquanto a Sony Pictures distribuiu Spider-Man: Homecoming (2017), Spider-Man: Far From Home (2019) e Spider-Man: No Way Home (2021) e distribuirá qualquer futuro filme do Homem-Aranha feito em parceria com a Marvel Studios.
O Marvel Studios já lançou mais de 30 Filmes dentro do Universo Cinematográfico Marvel, desde Iron Man (2008) até Quarteto Fantástico: Primeiros Passos (2025). Todos esses filmes compartilham continuidade uns com os outros, juntamente com a série de curtas-metragem One-Shot produzida pelo estúdio e as séries de televisão produzidas pelo Marvel Television.
Após a reestruturação iniciada em outubro de 2019, o Marvel Television é gradualmente incorporado pelo Marvel Studios que passa a ser encarregado de produzir conteúdo para o cinema, televisão e streaming. Também fazem parte do Universo Cinematográfico Marvel as produções do estúdio para o serviço de streaming Disney+ como Wandavision (2021) e The Falcon and the Winter Soldier (2021), entre outros lançamentos previstos. As produções do estúdio para o Disney+ incluem a série documental de bastidores Marvel Studios: Assembled (2021) e a série de curta-metragem Marvel Studios: Legends (2021).

## História

### Licenciando filmes para outros estúdios
Na década de 1990, para escapar de uma crise financeira, a Marvel vendeu os direitos de vários de seus personagens para serem adaptados ao cinema. O primeiro filme licenciado pela Marvel Studios foi Blade, lançado em 21 de agosto de 1998 pela New Line Cinema, baseado no caçador de vampiros homônimo. Em 1999, a Marvel licenciou o Homem-Aranha para a Sony Pictures Entertainment. Blade foi seguido por X-Men, que foi distribuído pela 20th Century Fox e foi lançado em 14 de julho de 2000. Blade e X-Men demonstraram que filmes amplamente populares poderiam ser feitos com personagens de quadrinhos.
A Marvel Studios negociou um acordo com a então em funcionamento Artisan Entertainment, bem sucedida com o filme de baixo orçamento The Blair Witch Project, para um empreendimento conjunto de co-produção que incluiu os direitos de 15 personagens da Marvel, incluindo Capitão América, Thor, Pantera Negra, Punho de Ferro e Deadpool. Artisan iria financiar e distribuir, enquanto Marvel desenvolveria licenciamento e mercadorias. Incluiria também séries de TV e filmes diretamente em vídeo. Com o acordo na época, 24 propriedades da Marvel estavam então em vários estágios de desenvolvimento.
Brian Cunningham, editor da revista sobre quadrinhos Wizard, disse que Avi Arad foi bem-sucedido na organização de alianças estratégicas e exercendo responsabilidade fiscal na expansão de multimídia. Cunningham disse sobre a liderança do estúdio de Arad após a falência de sua empresa-mãe. Arad procurou proteger a imagem da Marvel, atuando como produtor executivo em todas as produções de filmes baseados em personagens da Marvel e sendo responsável pelo marketing entre as propriedades da Marvel. Arad tinha propriedades configuradas em diferentes estúdios para criar ímpeto para que um estúdio não canibalizasse os esforços com uma propriedade por causa de outra. Em 2001, o sucesso dos quadrinhos Ultimate Marvel da Marvel Comics criou alavancagem em Hollywood para Marvel Studios, empurrando mais propriedades para desenvolvimento.
O próximo filme de sucesso licenciado pela Marvel Studios foi Spider-Man, que foi produzido pela Sony e distribuído pela Columbia Pictures e lançado em 3 de maio de 2002. O que a Marvel lucrou com licenciamento de produtos de consumo foi o suficiente para recuperar seus fundamentos financeiros. Em outubro de 2002, Marvel Studios anunciou negociações para Namor e Primaz com Universal Studios.
Em 2003, David Maisel abordou Arad sobre a Marvel Studios ganhar mais dinheiro—visto que o seu licenciamento com outros estúdios não era muito rentável. Arad e Perlmutter se reuniram com Maisel para ele expor suas ideias. O escritório do estúdio, então em Santa Monica Boulevard, era pequeno, com uma dúzia de funcionários. Kevin Feige era um executivo júnior criando notas de roteiro para os estúdios licenciados.

### Produzindo filmes
Em 2004, David Maisel foi contratado como diretor operacional da Marvel Studios, que tinha um plano para o estúdio produzir seus próprios filmes. O segundo em comando de Arad, Kevin Feige, um auto-proclamado "fanboy", imaginou a criação de um universo compartilhado como os criadores Stan Lee e Jack Kirby tinham feito com seus quadrinhos no início dos anos 60. A Marvel entrou em uma estrutura de financiamento sem recurso com a Merrill Lynch que foi garantida por certos direitos cinematográficos para um total de 10 personagens do vasto cofre da Marvel. A Marvel recebeu US$ 525 milhões para fazer um máximo de 10 filmes baseados nas propriedades da empresa ao longo de oito anos, de acordo com os parâmetros do acordo original. Esses personagens foram: Homem-Formiga, Vingadores, Pantera Negra, Capitão América, Manto & Adaga, Doutor Estranho, Gavião Arqueiro, Nick Fury, Quarteto Futuro e Shang-Chi. Ambac assegurou que os filmes seriam bem sucedidos ou que pagariam o pagamento de juros da dívida e obteriam os direitos cinematográficos.
Inicialmente a Marvel Studios estava em negociações com a Universal Studios como possível distribuidora. As negociações se arrastaram, assim que o estúdio começou negociações com a Paramount Pictures. No segundo trimestre de 2005, a Merrill tentou recuar do financiamento total de cada filme, exigindo que a Marvel financiasse 1/3 do orçamento. Marvel retomou direitos em cinco territórios estrangeiros da Paramount para pré-venda para atender a essa demanda. Em 6 de setembro de 2005, a Marvel anunciou que o acordo de financiamento da Merrill Lynch com a Paramount era como comerciante e distribuidor. Além disso, a empresa-mãe mudou seu nome de Marvel Enterprises, Inc. para Marvel Entertainment, Inc. para refletir a mudança para auto-produção.
O estúdio mudou-se para um novo local em uma concessionária da Mercedes-Benz em Beverly Hills. Maisel também foi nomeado vice-presidente do estúdio, mas relatou a Isaac Perlmutter. Em outubro de 2005, Michael Helfant se juntou ao estúdio como presidente e diretor operacional.

Pôster de Iron Man (2008), primeiro filme independente da Marvel Studios, que iniciou o Universo Cinematográfico Marvel

Em novembro de 2005, Marvel ganhou os direitos cinematográficos do Homem de Ferro da New Line Cinema. Marvel revelou que tinha recuperado os direitos de produção de The Incredible Hulk em fevereiro de 2006. Em abril de 2006, Thor foi anunciado para ser uma produção da Marvel Studios. Lions Gate Entertainment, posteriormente, desistiu do projeto de um filme da Viúva Negra que tinha desde 2004, dando os direitos de volta à Marvel.
O plano da Marvel era lançar filmes individuais para seus personagens principais e depois uni-los em um filme de crossover. Arad, que duvidou da estratégia e ainda insistiu que era sua reputação que ajudou a garantir o financiamento inicial, deixou o cargo de presidente e diretor executivo do estúdio no ano seguinte. Em março de 2007, David Maisel foi nomeado presidente e Kevin Feige foi nomeado presidente de produção, enquanto Iron Man começou a ser filmado. Para preservar sua integridade artística, a Marvel Studios formou um comitê criativo de seis pessoas com pessoas familiarizadas com sua tradição de quadrinhos que incluía Feige, o co-presidente da Marvel Studios, Louis D'Esposito, o presidente da Marvel Comics, Dan Buckley, o editor-chefe criativo Joe Quesada, o escritor Brian Michael Bendis e o presidente da Marvel Entertainment, Alan Fine, que supervisionou o comitê.
Em 2009, a Marvel experimentou contratar uma equipe de roteiristas para ajudar a criar maneiras criativas de lançar suas propriedades menos conhecidas, como Pantera Negra, Cable, Punho de Ferro, Falcão, Noturno e Visão. No início de 2009, a Sony devolveu todos os direitos telesivos do Homem-Aranha (incluindo live-action) em troca de um ajustes aos direitos cinematográficos.

### Filial do conglomerado da Disney (2009-presente)
Em 31 de agosto de 2009, The Walt Disney Company comprou a Marvel Entertainment por US$ 4 bilhões. Tanto a Marvel quanto a Disney afirmaram que a fusão não afetaria quaisquer acordos preexistentes com outros estúdios de cinema por enquanto,  embora a Disney disse que distribuiriam futuros projetos da Marvel logo que os acordos expirassem.
Em abril de 2010, circularam rumores de que a Marvel estava procurando criar filmes de U$ 20-40 milhões baseados em personagens como Doutor Estranho, Ka-Zar, Luke Cage, Cristal e Quarteto Futuro. Kevin Feige respondeu dizendo que, enquanto os orçamentos geralmente não são discutidos no início do desenvolvimento, a Marvel estava considerando filmes para todos os personagens mencionados no rumor, exceto Cristal, cujos direitos estão na Fox.
Em junho de 2010, foi criada uma divisão de televisão dentro da Marvel Studios, liderada por Jeph Loeb como vice-presidente executivo, sob a qual a Marvel Animation seria operada. Em 18 de outubro, Walt Disney Studios Motion Pictures adquiriu os direitos de distribuição de The Avengers e Iron Man 3 da Paramount Pictures, com o logotipo da Paramount e crédito permanecendo nos filmes.
Em 22 de agosto de 2011, a pedido da Disney, a Marvel Studios descartou a maior parte de seu departamento de marketing: Dana Precious, EVP de Marketing Mundial; Jeffrey Stewart, vice-presidente de Marketing Mundial e Jodi Miller, Gerente de Marketing Mundial. Disney marketeia os filmes da Marvel. Em abril de 2012, The Walt Disney Company China, Marvel Studios e DMG Entertainment anunciaram um acordo para co-produzir Iron Man 3 na China. DMG parcialmente financiou, produziu na China com a Marvel e lidou com questões de co-produção. DMG também distribuiu o filme na China em conjunto com a Disney.
Em 2 de julho de 2013, a Disney comprou os direitos de distribuição de Iron Man, Iron Man 2, Thor e Captain America: The First Avenger da Paramount.
Em agosto de 2015, a Marvel Studios foi colocada no Walt Disney Studios, com Feige respondendo diretamente ao presidente da Walt Disney Studios, Alan Horn, em vez do CEO da Marvel Entertainment, Isaac Perlmutter. Marvel Television e a empresa subsidiária Marvel Animation foram deixadas sob o controle da Marvel Entertainment e Perlmutter.

### Filmes
| Ano  | Filme                                       | Diretor(es)            | Roteirista(s)                                                         | Produtor(es)                                                 |
| ---- | ------------------------------------------- | ---------------------- | --------------------------------------------------------------------- | ------------------------------------------------------------ |
| 2008 | Iron Man                                    | Jon Favreau            | Mark Fergus, Hawk Ostby, Art Marcum, Matt Holloway                    | Avi Arad, Kevin Feige                                        |
| 2008 | The Incredible Hulk                         | Louis Leterrier        | Zak Penn                                                              | Avi Arad, Kevin Feige, Anne Hurd                             |
| 2010 | Iron Man 2                                  | Jon Favreau            | Justin Theroux                                                        | Kevin Feige                                                  |
| 2011 | Thor                                        | Kenneth Branagh        | Ashley Edward Miller, Zack Stentz, Don Payne                          | Kevin Feige                                                  |
| 2011 | Captain America: The First Avenger          | Joe Johnston           | Christopher Markus, Stephen McFeely                                   | Kevin Feige                                                  |
| 2012 | The Avengers                                | Joss Whedon            | Joss Whedon                                                           | Kevin Feige                                                  |
| 2013 | Iron Man 3                                  | Shane Black            | Shane Black, Drew Pearce                                              | Kevin Feige                                                  |
| 2013 | Thor: The Dark World                        | Alan Taylor            | Christopher Yost, Christopher Markus, Stephen McFeely                 | Kevin Feige                                                  |
| 2014 | Captain America: The Winter Soldier         | Joe, Anthony Russo     | Christopher Markus, Stephen McFeely                                   | Kevin Feige                                                  |
| 2014 | Guardians of the Galaxy                     | James Gunn             | James Gunn, Nicole Perlman                                            | Kevin Feige                                                  |
| 2015 | Avengers: Age of Ultron                     | Joss Whedon            | Joss Whedon                                                           | Kevin Feige                                                  |
| 2015 | Ant-Man                                     | Peyton Reed            | Edgar Wright, Adam McKay, Paul Rudd, Joe Cornish                      | Kevin Feige                                                  |
| 2016 | Captain America: Civil War                  | Joe, Anthony Russo     | Christopher Markus, Stephen McFeely                                   | Kevin Feige                                                  |
| 2016 | Doctor Strange                              | Scott Derrickson       | Scott Derrickson, Jon Spaihts, C. Robert Cargill                      | Kevin Feige                                                  |
| 2017 | Guardians of the Galaxy Vol. 2              | James Gunn             | James Gunn                                                            | Kevin Feige                                                  |
| 2017 | Spider-Man: Homecoming                      | Jon Watts              | Jon Watts, Chris McKenna, Erik Sommers                                | Kevin Feige, Amy Pascal                                      |
| 2017 | Thor: Ragnarok                              | Taika Waititi          | Eric Pearson, Craig Kyle, Christopher Yost                            | Kevin Feige                                                  |
| 2018 | Black Panther                               | Ryan Coogler           | Ryan Coogler, Joe Robert Cole                                         | Kevin Feige                                                  |
| 2018 | Avengers: Infinity War                      | Joe, Anthony Russo     | Christopher Markus, Stephen McFeely                                   | Kevin Feige                                                  |
| 2018 | Ant-Man and the Wasp                        | Peyton Reed            | Paul Rudd, Chris McKenna, Erik Sommers                                | Kevin Feige, Stephen Broussard                               |
| 2019 | Captain Marvel                              | Anna Boden, Ryan Fleck | Anna Boden, Ryan Fleck                                                | Kevin Feige                                                  |
| 2019 | Avengers: Endgame                           | Joe, Anthony Russo     | Christopher Markus, Stephen McFeely                                   | Kevin Feige                                                  |
| 2019 | Spider-Man: Far From Home                   | Jon Watts              | Chris McKenna, Erik Sommers                                           | Kevin Feige, Amy Pascal                                      |
| 2021 | Black Widow                                 | Cate Shortland         | Eric Pearson                                                          | Kevin Feige                                                  |
| 2021 | Shang-Chi and the Legend of the Ten Rings   | Destin Daniel Cretton  | David Callaham                                                        | Kevin Feige                                                  |
| 2021 | Eternals                                    | Chloé Zhao             | Matthew K. Firpo, Ryan Firpo                                          | Kevin Feige                                                  |
| 2021 | Spider-Man: No Way Home                     | Jon Watts              | Chris McKenna, Erik Sommers                                           | Kevin Feige, Amy Pascal                                      |
| 2022 | Doctor Strange in the Multiverse of Madness | Sam Raimi              | Michael Waldron                                                       | Kevin Feige, Scott Derrickson                                |
| 2022 | Thor: Love and Thunder                      | Taika Waititi          | Taika Waititi, Jennifer Kaytin Robinson                               | Kevin Feige                                                  |
| 2022 | Black Panther: Wakanda Forever              | Ryan Coogler           | Ryan Coogler, Joe Robert Cole                                         | Kevin Feige, Nate Moore                                      |
| 2023 | Ant-Man and the Wasp: Quantumania           | Peyton Reed            | Jeff Loveness                                                         | Kevin Feige e Stephen Broussard                              |
| 2023 | The Marvels                                 | Nia DaCosta            | Nia DaCosta, Megan McDonnell, Elissa Karasik                          | Kevin Feige                                                  |
| 2024 | Deadpool & Wolverine                        | Shawn Levy             | Ryan Reynolds, Rhett Reese, Paul Wernick, Zeb Wells, Shawn Levy       | Kevin Feige, Ryan Reynolds, Shawn Levy, Lauren Shuler Donner |
| 2025 | Captain America: Brave New World            | Julius Onah            | Rob Edwards, Malcolm Spellman, Dalan Musson, Julius Onah, Peter Glanz | Kevin Feige, Nate Moore                                      |
| 2025 | Thunderbolts*                               | Jake Schreier          | Eric Pearson, Joanna Calo                                             | Kevin Feige                                                  |

### Futuro
| Ano  | Filme                           | Diretor(es)           | Roteirista(s)               | Produtor(es)                    |
| ---- | ------------------------------- | --------------------- | --------------------------- | ------------------------------- |
| 2025 | The Fantastic Four: First Steps | Matt Shakman          | Josh Friedman, Eric Pearson | Kevin Feige                     |
| 2026 | Spider-Man: Brand New Day       | Destin Daniel Cretton | Erik Sommers, Chris McKenna | Kevin Feige, Amy Pascal         |
| 2026 | Avengers: Doomsday              | Joe, Anthony Russo    | Stephen McFeely             | Kevin Feige, Joe, Anthony Russo |
| 2027 | Avengers: Secret Wars           | Joe, Anthony Russo    | Stephen McFeely             | Kevin Feige, Joe, Anthony Russo |

## Direitos de personagens
Após ter licenciado os direitos cinematográficos de muitos de seus personagens para outros estúdios na década de 1990, começando com os X-Men para a 20th Century Fox em 1993,
```
um dos primeiros personagens a ter os direitos devolvidos à Marvel foi o Pantera Negra, que foram devolvidos à Marvel em 2005, tendo sido anteriormente da Columbia e Artisan Entertainment.
[
41
]
 Em novembro de 2005, Marvel ganhou os direitos cinematográficos do Homem de Ferro da New Line Cinema.
[
21
]
 Em abril de 2006, os direitos do Thor voltaram a Marvel, tendo sido anteriormente da Sony,
[
22
]
 e em junho, os direitos da Viúva Negra reverteram da Lions Gate Entertainment para a Marvel.
[
23
]
 Nesse mesmo ano, os direitos cinematográficos do Hulk reverteram da Universal Studios para a Marvel Studios, depois que a Universal não cumpriu o prazo de entrar em produção de uma sequência do filme 
Hulk
, de 
Ang Lee
, lançado em 2003. Universal, no entanto, manteve os direitos de distribuição do Hulk no cinema.
[
42
]
```

Depois de ser adquirida pela Disney, a Marvel começou a recuperar mais direitos cinematográficos de seus personagens, começando com Blade da New Line Cinema. Em agosto de 2012, a 20th Century Fox foi obrigada a devolver os direitos do super-herói Demolidor e seus personagens relacionados para a Marvel, pois o contrato exigia que a Fox desse início à produção de um novo filme até o final de 2012. Fox tinha se aproximado da Marvel sobre estender o prazo e se tornar uma co-financiadora de um novo filme do Demolidor, mas a proposta foi rejeitada. Em 10 de outubro de 2012, os direitos do Demoldior reverteram para a Marvel Studios, que foi confirmado pelo presidente do estúdio, Kevin Feige, em 23 de abril de 2013. Em 2 de maio de 2013, Feige confirmou em uma entrevista que os direitos do Motoqueiro Fantasma e do Justiceiro reverteram para a Marvel, vindos da Sony e Lionsgate Entertainment, respectivamente, além de reafirmar a aquisição dos direitos do Blade. Mais tarde, foi revelado em maio de 2013 que Marvel também readquiriu os direitos do Luke Cage da Sony. Em uma entrevista com o Collider no início de maio de 2013, Kevin Feige afirmou que acreditava que os direitos da Elektra estavam de volta à Marvel por causa do Demolidor.
Em fevereiro de 2015, a Marvel Studios e a Sony Pictures Entertainment anunciaram que o Homem-Aranha apareceria no Universo Cinematográfico Marvel, com o personagem aparecendo em Captain America: Civil War e a Sony lançando Spider-Man: Homecoming co-produzido por Kevin Feige e pela ex-executiva da Sony, Amy Pascal, em 7 de julho de 2017. Os direitos cinematográficos do Homem-Aranha permanecem com a Sony Pictures, que continua a financiar, distribuir e ter o controle criativo dos filmes do personagem. Em junho de 2015, Feige esclareceu que o acordo inicial da Sony não permite que o Homem-Aranha apareça em qualquer uma das séries de televisão do UCM, pois foi "muito específico ... com uma certa quantidade de ida e volta permitida". 20th Century Fox fez uma troca para que pudesse usar e mudar os poderes da Negasonic Teenage Warhead em Deadpool, dando a Marvel Studios os direitos de Ego, o Planeta Vivo, que aparece em Guardians of the Galaxy Vol. 2.
Em 14 de dezembro de 2017, The Walt Disney Company adquiriu partes da 21st Century Fox, incluindo a 20th Century Fox, por US$ 52,4 bilhões. De acordo com seu comunicado de imprensa oficial, a Disney planeja reunir os X-Men, o Quarteto Fantástico e o Deadpool com suas próprias propriedades da Marvel, a fim de "criar mundos mais ricos e complexos de personagens e histórias inter-relacionados que o público demonstra que ama."